# Coda (part de la síl·laba)
La coda és la part de la síl·laba que es troba en posició postnuclear. Segons el DIEC: constituent d'una síl·laba que segueix el nucli; segons el DNV: la part final de la síl·laba situada després del nucli vocàlic.
El català pot constar de més d'un segment consonàntic. Així, per exemple, les síl·labes parts i corns tenen codes complexes.
Les síl·labes es poden classificar en travades i lliures tenint en compte l'existència o la inexistència de codes consonàntiques: són travades les síl·labes acabades en consonant, com ara les de les paraules xai, vel, ous, pern, ventall i frescs; en canvi, són lliures les síl·labes que acaben en vocal, com ara les de les paraules gra, mà, pa i bri.

## Enllaç d'interès
- Web de iecat.net Arxivat 2011-07-23 a Wayback Machine.